# بر اليابان الرئيسي
بر اليابان الرئيسي (باليابانية: 内地) هو مصطلح رسمي في الفترة ما قبل الحرب العالمية الثانية للتمييز بين اليابان والمستعمرات في شرق آسيا. بعد نهاية الحرب العالمية الثانية أصبح المصطلح غير شائع لكن ما يزال يستخدم بشكل غير رسمي للتمييز بين المناطق اليابانية ومحافظات أوكيناوا وهوكايدو.